# 香田郡秀
香田 郡秀（こうだ くにひで、1957年8月28日 - ）は、日本の剣道家。世界剣道選手権大会で優勝経験がある
。筑波大学体育専門学群教授、同大学剣道部部長を務め、現在は成城学園剣道部師範。段位は範士八段。

## 経歴・人物
1957年に長崎県長崎市で生まれる。小学3年時に剣道を始め、長崎県立長崎東高等学校3年時にインターハイで個人優勝。その後筑波大学に進み、在学中の1978年に全日本剣道選手権大会で3位の戦績を残す。大学卒業後は長崎県で高校教諭となる。1985年にフランスで開かれた第6回世界剣道選手権大会で個人優勝を果たし、翌年文部省のスポーツ功労者賞を受賞する。後に筑波大学教授となり、現在は剣道の競技力向上や指導法について研究している
。また筑波大学剣道同好会兼剣道部部長として指導を行っており、全日本学生剣道優勝大会と全日本女子学生剣道優勝大会において各8回の優勝経験を持つ。学内における指導に限らず、全日本剣道連盟審判委員会委員等も務めている。
構えは中段、得意技は小手・面である。
37年にわたる筑波大学での奉職より退任後、成城学園剣道部師範に就任。

## 主な戦績
- 全日本選手権 (1978年)：第3位
- 世界選手権 (1985年)：優勝
- 都道府県対抗大会：第3位
- 全国教職員大会：優勝

## 著書
- DVD:『剣道上達革命』（トレンドアクア社、2016年）JAN： 4582404811384
- 『よくわかる剣道審判法のすべて』（ベースボールマガジン社、2016年）ISBN 978-4583109671
- 『わかりやすい剣道段級審査』（成美堂出版、2010年）ISBN 978-4415308111
- 『DVDでみるみる上達一本をとる剣道』（成美堂出版、2008年）ISBN 978-4415303253
- 『図解コーチ 剣道』（成美堂出版、2006年）ISBN 978-4415031583
- 『図解コーチ 剣道段級審査』（成美堂出版、2004年）ISBN 978-4415025926
- 『めざせ一本勝ち!強くなる剣道入門』（成美堂出版、2003年）ISBN 978-4415023557
- 『ひと目でわかる剣道のルールと試合―ルールを知れば勝てる!』（成美堂出版、2002年）ISBN 978-4415021508